# مونته گریمانو
مونته گریمانو (به ایتالیایی: Monte Grimano Terme) یک منطقهٔ مسکونی در ایتالیا است که در استان پزارو و اوربینو واقع شده‌است.

## خصوصیات
مونته گریمانو ۲۴ کیلومترمربع مساحت و ۱٬۲۵۶ نفر جمعیت دارد و ۵۳۶ متر بالاتر از سطح دریا واقع شده‌است.